# Зелине
Зелине (серб. Зелиње / Zelinje) — село в общине Зворник, который принадлежит энтитету Республике Сербской, Босния и Герцеговина. Население составляет 424 человека по переписи 2013 года.